# Carolina Panthers 2011
La stagione 2011 dei Carolina Panthers è stata la 17ª della franchigia nella National Football League, la prima con Ron Rivera come capo-allenatore. Nella stagione precedente la squadra aveva avuto il peggior record della lega (2-14) e con la prima scelta assoluta del Draft NFL 2011 scelse il quarterback, vincitore dell'Heisman Trophy, Cam Newton. Questi portò l'attacco della squadra dall'ultimo posto del 2010 al quarto nel 2011. La difesa fu invece la peggiore della lega e la squadra terminò con un record di 6-10, mancando i playoff per il terzo anno consecutivo.

## Scelte nel Draft 2011

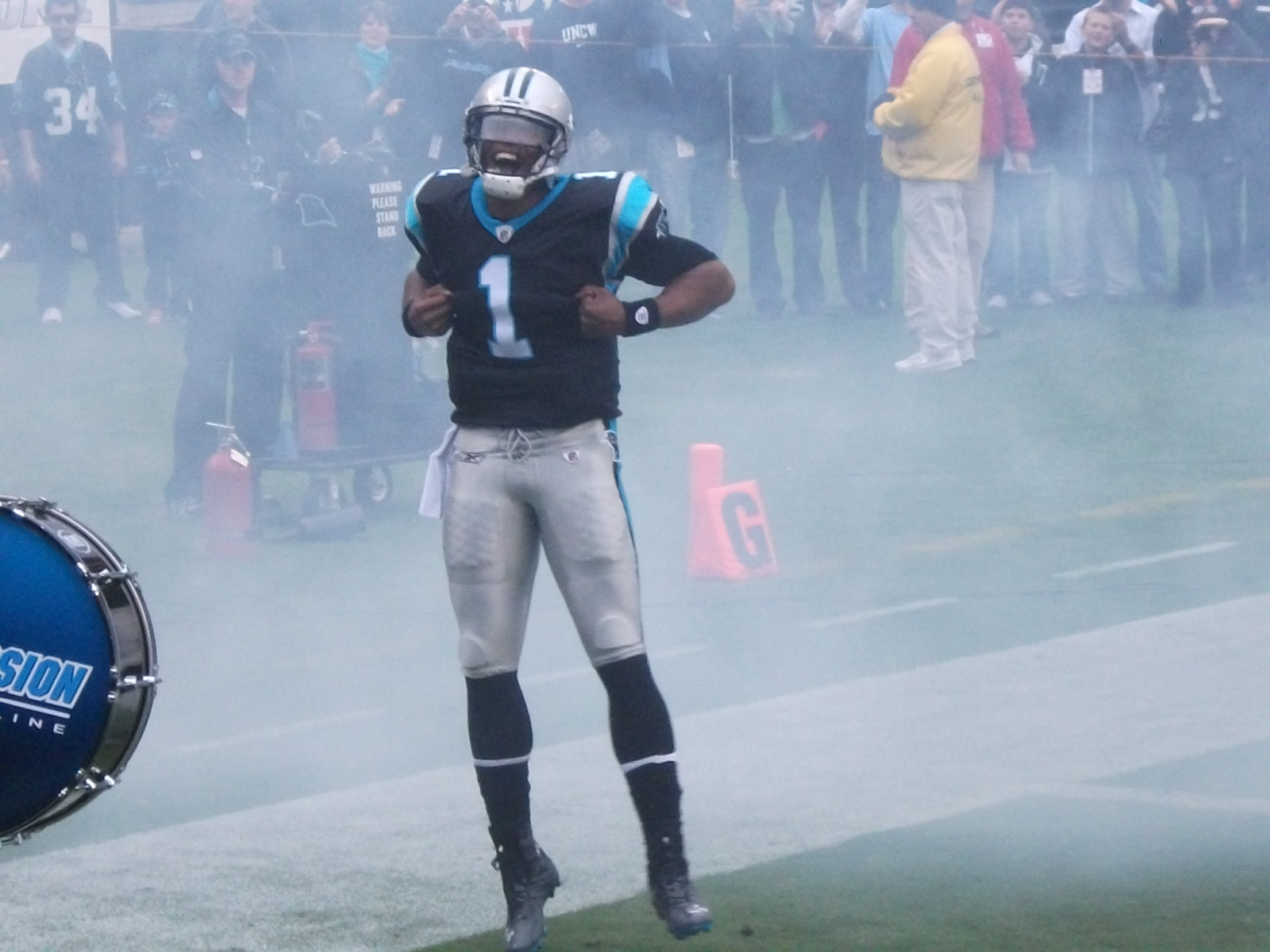
Cam Newton fu la prima scelta assoluta del Draft 2011.

| Giro | Scelta | Giocatore        | Ruolo              | College          |
| ---- | ------ | ---------------- | ------------------ | ---------------- |
| 1    | 1      | Cam Newton       | Quarterback        | Auburn           |
| 3    | 65     | Terrell McClain  | Defensive tackle   | South Florida    |
| 3    | 97     | Sione Fua        | Defensive tackle   | Stanford         |
| 4    | 98     | Brandon Hogan    | Cornerback         | West Virginia    |
| 5    | 132    | Kealoha Pilares  | Wide Receiver      | Hawaii           |
| 6    | 166    | Lawrence Wilson  | Outside Linebacker | Connecticut      |
| 6    | 203    | Zachary Williams | Centro             | Washington State |
| 7    | 244    | Lee Ziemba       | Offensive tackle   | Auburn           |

## Staff
| Staff dei Carolina Panthers nella stagione 2011 |
| --- |
| Organi dirigenziali - Proprietario/Fondatore: Jerry Richardson - Presidente: Danny Morrison - General Manager: Marty Hurney Capo allenatore - Ron Rivera Altri allenatori - Assistente della defensive line: Sam Mills III - Assistente della offensive line: Ray Brown - Qualità/controllo della difesa: Sam Mills III - Qualità/controllo dell'attacco: Scott Turner - Assistente forza/condizione: Adam Feit - Coordinatore forza/condizione: Joe Kenn - Consulente dell'attacco: Ricky Proehl Allenatori dell'attacco - Coordinatore dell'attacco: Rob Chudzinski - Quarterback: Mike Shula - Running Back: John Settle - Wide Receiver: Fred Graves - Tight End: Pete Hoener - Offensive Line: John Matsko Allenatori della difesa - Coordinatore della difesa: Sean McDermott - Defensive Line: Eric Washington - Linebacker: Warren Belin - Defensive Backfield: Ron Meeks Allenatori dello special team - Coordinatore dello special team: Brain Murphy |

## Roster
| Roster dei Carolina Panthers nella stagione 2011 |
| --- |
| Quarterback - 3 Derek Anderson - 2 Jimmy Clausen - 1 Cam Newton Running Back - 28 Jonathan Stewart - 32 Josh Vaughan - 34 DeAngelo Williams Wide Receiver - 86 Darvin Adams - 19 Seyi Ajirotutu - 14 Armanti Edwards PR - 11 Brandon LaFell - 17 Legedu Naanee - 81 Kealoha Pilares KR - 89 Steve Smith Tight End - 47 Richie Brockel FB - 84 Ben Hartsock - 88 Greg Olsen - 80 Jeremy Shockey Offensive Linemen - 77 Byron Bell G - 73 Mackenzy Bernadeau G - 62 Jeff Byers C - 69 Jordan Gross T - 63 Goeff Hangartner C/G - 67 Ryan Kalil C - 70 Travelle Wharton G - 75 Lee Ziemba T Defensive Linemen - 93 Antwane Applewhite DE - 76 Greg Hardy DE - 95 Charles Johnson DE - 99 Frank Kearse DT - 98 Thomas Keiser DE - 68 Andre Neblett DT - 92 Eric Norwood DE - 78 Ogemdi Nwagbuo DT - 71 Jason Shirley DT Linebacker - 50 James Anderson OLB - 55 Dan Connor ILB - 59 Omar Gather OLB - 57 Jordan Senn OLB - 54 Jason Williams OLB - 91 Kion Wilson ILB Defensive Back - 27 Darius Butler CB - 20 Chris Gamble CB - 30 Charles Godfrey SS - 21 Brandon Hogan CB - 23 Sherrod Martin FS - 41 Captain Munnerlyn CB - 29 Jordan Pugh FS - 25 R.J. Stanford CB - 22 Josh Thomas CB Special Team - 7 Jason Baker P - 10 Olindo Mare K - 44 J.J. Jansen LS - 5 Adi Kunalic K Lista delle riserve - 82 Gary Barnidge TE (IR) - 52 John Beason ILB (IR) - 60 Bryant Browning G/T (IR) - 58 Thomas Davis OLB (IR) - 96 Ron Edwards DT (IR) - 94 Sione Fua DT (IR) - 12 David Gettis WR (IR) - 33 Mike Goodson RB (IR) - 25 Cletis Gordon CB (IR) - 97 Terrell McClain DT (IR) - 79 Jeff Otah T (IR) - 53 Jason Philips ILB (IR) - 74 Geoff Schwartz T (IR) - 65 Garry Williams T (IR) - 46 Thomas Williams ILB (IR) - 64 Zach Williams G (IR) Squadra di allenamento - 66 Roger Allen III G/T - 72 Garrett Chisolm G - 46 Phillip Dillard MLB - 37 Jonathan Nelson FS - 61 DeMario Pressley DT - 24 Kory Sheets RB - 85 Greg Smith TE - 35 Chip Vaughn FS 53 attivi, 16 inattivi, 8 nella squadra di allenamento |
| Legenda - I rookie sono in corsivo. - Il primo ruolo è il principale mentre gli eventuali successivi indicano i ruoli secondari. - (IR) sta per Injured Reserve ed indica la lista ristretta per un solo giocatore infortunato che può tornare ad allenarsi dopo la settimana 6 e a rientrare in prima squadra dopo che questa ha giocato 8 partite. - (NF-Inj.) / (NF-Ill.) stanno rispettivamente per Non-Football Injured e Non-Football Illness ed indicano le liste dove viene inserito un giocatore che ha un infortunio o una malattia non dipendente dal football americano. - (PUP) sta per Physically Unable to Perform ed indica la lista dove viene inserito un giocatore mentre è in attesa di recuperare la condizione fisica. Nella stagione regolare dopo la sesta partita giocata dalla propria squadra, il giocatore ha tempo tre settimane per riprendere ad allenarsi, più tre settimane aggiuntive dal suo rientro agli allenamenti per rientrare in prima squadra. |

## Calendario

### Stagione regolare
| Turno | Data               | Ora                | Avversario              | Risultato          | Risultato          | Stadio                        | TV                 | Tabellino          |
| Turno | Data               | Ora                | Avversario              | Punteggio          | Record             | Stadio                        | TV                 | Tabellino          |
| ----- | ------------------ | ------------------ | ----------------------- | ------------------ | ------------------ | ----------------------------- | ------------------ | ------------------ |
| 1     | 11/9               | 4:15 p.m. EDT      | at Arizona Cardinals    | S 21–28            | 0–1                | University of Phoenix Stadium | Fox                | Recap              |
| 2     | 18/9               | 1:00 p.m. EDT      | Green Bay Packers       | S 23–30            | 0–2                | Bank of America Stadium       | Fox                | Recap              |
| 3     | 25/9               | 1:00 p.m. EDT      | Jacksonville Jaguars    | V 16–10            | 1–2                | Bank of America Stadium       | CBS                | Recap              |
| 4     | 2/10               | 1:00 p.m. EDT      | at Chicago Bears        | S 29–34            | 1–3                | Soldier Field                 | Fox                | Recap              |
| 5     | 9/10               | 1:00 p.m. EDT      | New Orleans Saints      | S 27–30            | 1–4                | Bank of America Stadium       | Fox                | Recap              |
| 6     | 16/10              | 1:00 p.m. EDT      | at Atlanta Falcons      | S 17–31            | 1–5                | Georgia Dome                  | Fox                | Recap              |
| 7     | 23/10              | 1:00 p.m. EDT      | Washington Redskins     | V 33–20            | 2–5                | Bank of America Stadium       | Fox                | Recap              |
| 8     | 30/10              | 1:00 p.m. EDT      | Minnesota Vikings       | S 21–24            | 2–6                | Bank of America Stadium       | Fox                | Recap              |
| 9     | Settimana di pausa | Settimana di pausa | Settimana di pausa      | Settimana di pausa | Settimana di pausa | Settimana di pausa            | Settimana di pausa | Settimana di pausa |
| 10    | 13/11              | 1:00 p.m. EST      | Tennessee Titans        | S 3–30             | 2–7                | Bank of America Stadium       | CBS                | Recap              |
| 11    | 20/11              | 1:00 p.m. EST      | at Detroit Lions        | S 35–49            | 2–8                | Ford Field                    | Fox                | Recap              |
| 12    | 27/11              | 1:00 p.m. EST      | at Indianapolis Colts   | V 27–19            | 3–8                | Lucas Oil Stadium             | Fox                | Recap              |
| 13    | 4/12               | 1:00 p.m. EST      | at Tampa Bay Buccaneers | V 38–19            | 4–8                | Raymond James Stadium         | Fox                | Recap              |
| 14    | 11/12              | 1:00 p.m. EST      | Atlanta Falcons         | S 23–31            | 4–9                | Bank of America Stadium       | Fox                | Recap              |
| 15    | 18/12              | 1:00 p.m. EST      | at Houston Texans       | V 28–13            | 5–9                | Reliant Stadium               | Fox                | Recap              |
| 16    | 24/12              | 1:00 p.m. EST      | Tampa Bay Buccaneers    | V 48–16            | 6–9                | Bank of America Stadium       | Fox                | Recap              |
| 17    | 1/1                | 1:00 p.m. EST      | at New Orleans Saints   | S 17–45            | 6–10               | Mercedes-Benz Superdome       | Fox                | Recap              |

## Premi
- Cam Newton

rookie offensivo dell'anno